# Shenmu
Shenmu är ett härad som lyder under Yulins stad på prefekturnivå i Shaanxi-provinsen i norra Kina. Antalet invånare är 455 493. Befolkningen består av 200 188 kvinnor och 255 305 män. Barn under 15 år utgör 14,0 %, vuxna 15–64 år 79 %, och äldre över 65 år 6,0 %.